# O'Connell Bridge
L'O'Connell Bridge ("Ponte O'Connell" in italiano) è un ponte che attraversa il fiume Liffey nella capitale irlandese, Dublino, collegando la più celebre strada della città, O'Connell Street, a D'Olier Street e i quays ("sponde") meridionali. A differenza del vicino Ha'Penny Bridge, non è pedonale, ma adibito al transito dei veicoli e, spesso, molto trafficato.

## Storia
Il primo ponte che fu costruito nella zona, tra il 1791 ed il 1794, si chiamava  Carlisle Bridge per onorare l'allora Lord Luogotenente d'Irlanda - Frederick Howard (5º conte di Carlisle) e fu disegnato da James Gandon.
Originariamente ricurvo, con una gobba al centro, e più stretto, il Carlisle bridge era una struttura simmetrica sorretta da tre archi semicircolari e costruita in granito con una balaustra in pietra di Portland e obelischi in ognuno dei quattro angoli.
Nel 1879, (sull'onda di lavori similari all'allora Essex Bridge - oggi Grattan Bridge), per migliorare l'assetto urbano e risolvere il problema dell'eccessivo traffico di carrozze che si veniva a formare sul ponte, fu deciso di allargare il ponte allineandolo a Sackville Street (oggi O'Connell Street) che formava la connessione nord al ponte ed era larga 70 metri.
Quando il ponte fu riaperto nel 1882 circa, fu rinominato in onore di Daniel O'Connell quando la statua all'inizio della strada e adiacente alla struttura fu svelata.
Recentemente sono state ripristinate le lampade della zona centrale con cinque lanterne.

## Aneddoti

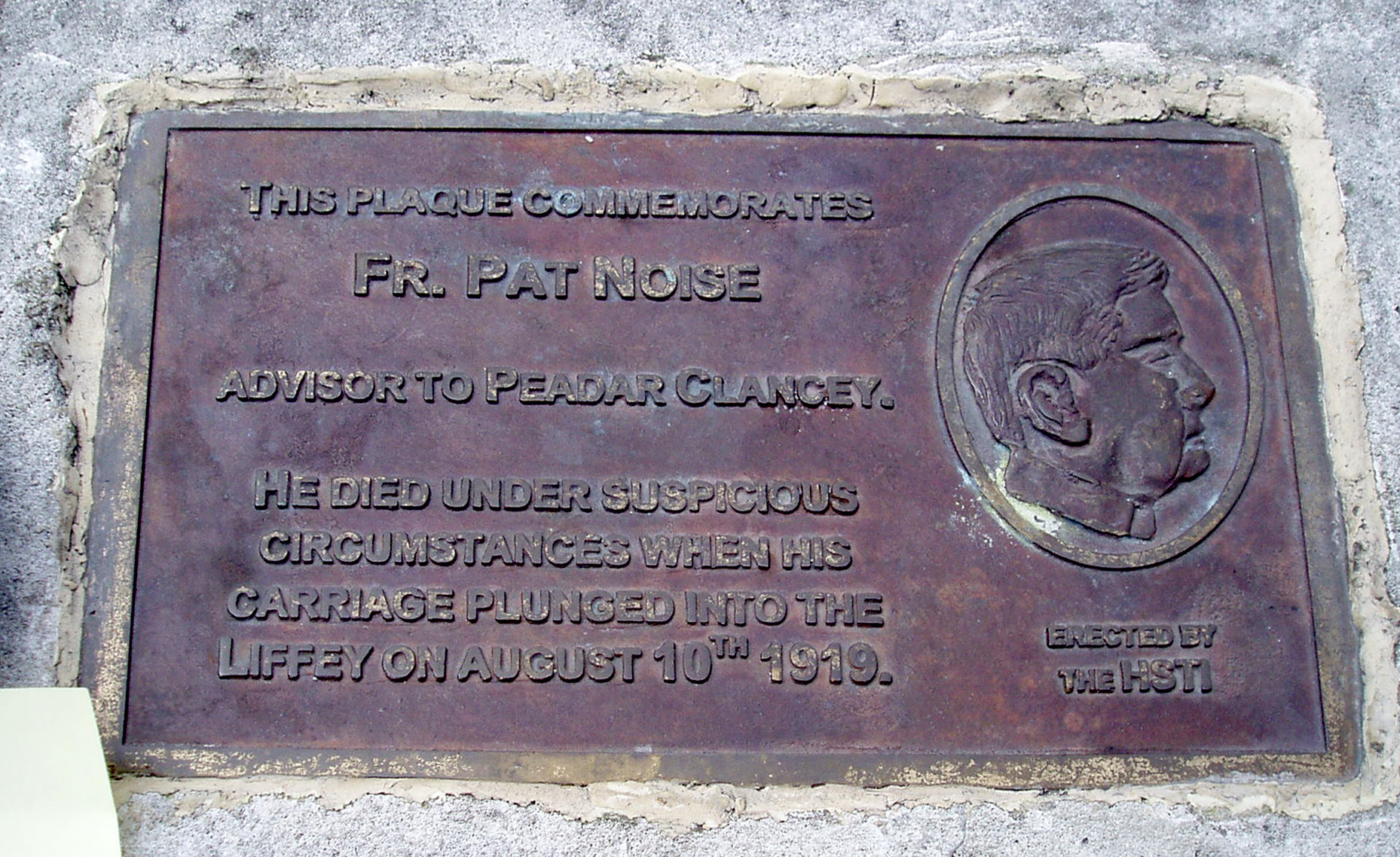
La curiosa placca scherzosa applicata al ponte per Father Pat Noise

- A causa dei lavori svolti nel 1880, l'O'Connell Bridge è unico in Europa come ponte stradale per larghezza e lunghezza
- Ci sono in realtà 2 O'Connell bridge a Dublino. L'altro attraversa lo stagno di St. Stephen's Green.
- La testa scolpita sulla chiave di volta di una delle arcate che formano il ponte simboleggia il Liffey, in risposta alle altre teste scolpite sulla Custom House (disegnate sempre da James Gandon) che impersonificano gli altri grandi fiumi dell'Irlanda.
- Nel 2004, un paio di prankster[non chiaro] hanno affisso una placca sul ponte dedicata ad un personaggio televisivo americano fittizio, Father Pat Noise, rimasta ignota alle autorità fino a maggio 2006; sebbene il Consiglio cittadino abbia disposto la rimozione, la placca era ancora in luogo ad oggi.

## Galleria d'immagini

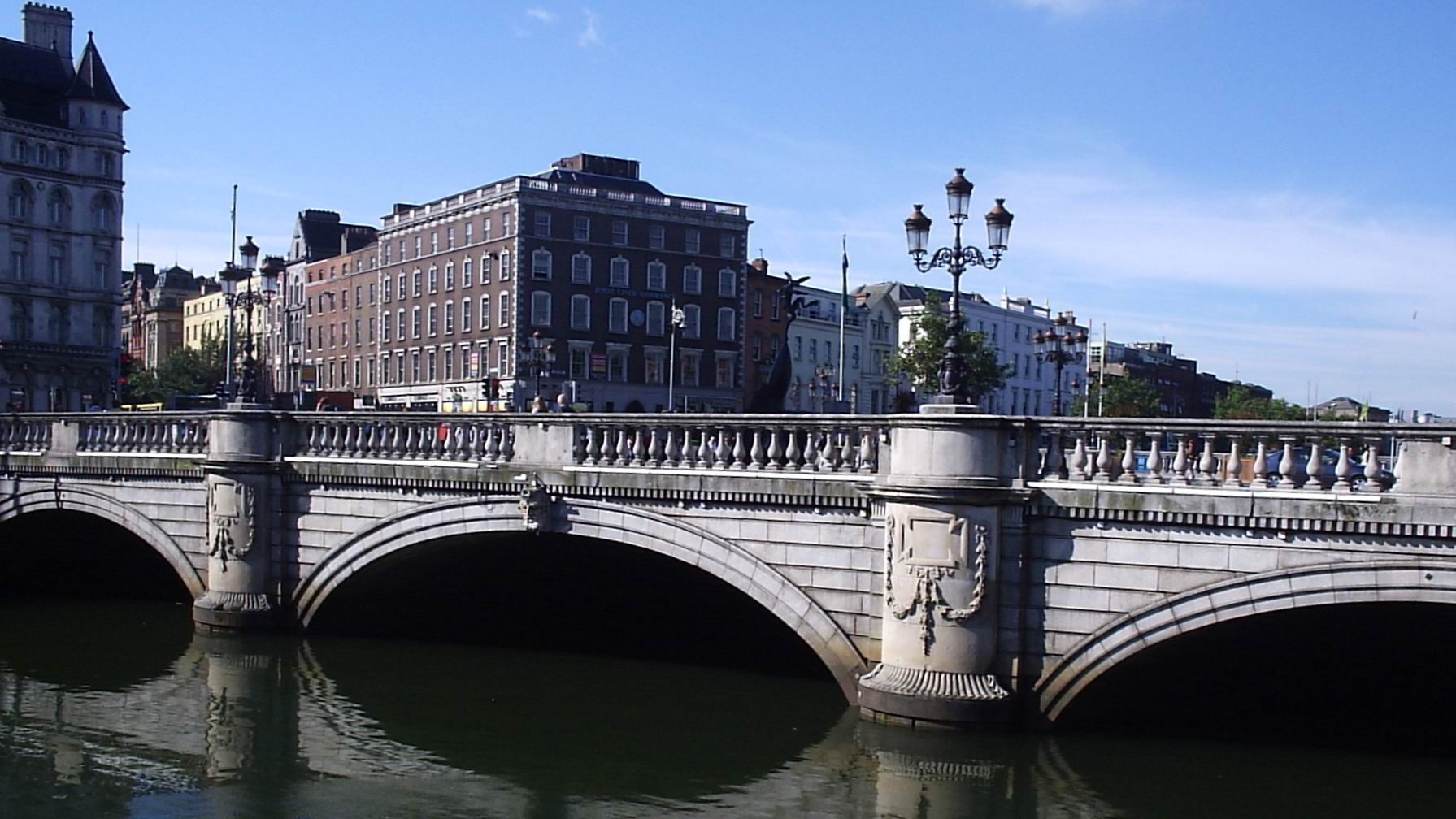
Il ponte di giorno guardando a sud...
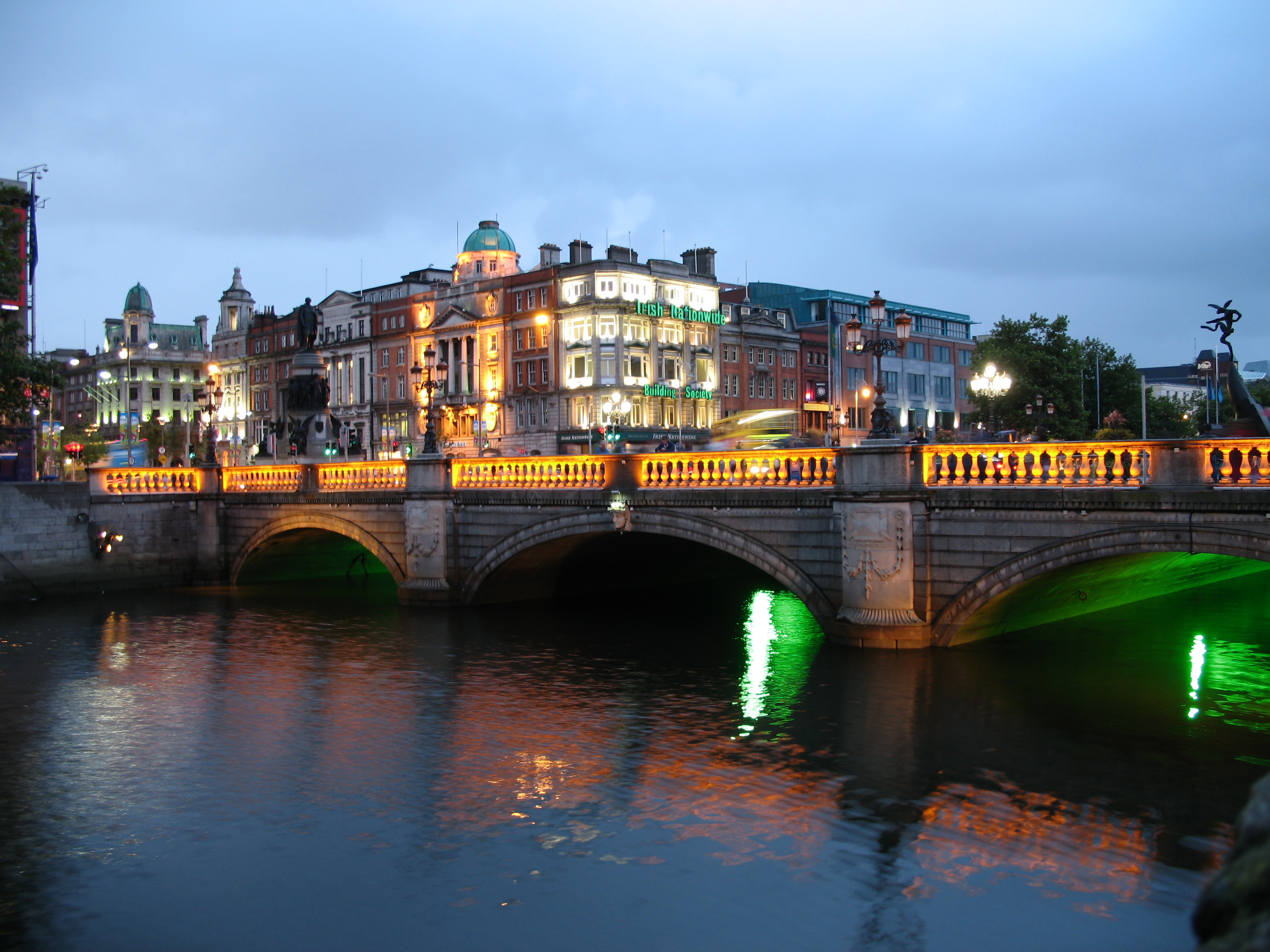
... e di sera guardando a nord